# 亞歷山德魯·蘇沃羅夫
亞歷山德魯·蘇沃羅夫（羅馬尼亞語：Alexandru Suvorov；1987年2月2日—）是一位摩爾多瓦足球運動員。在場上的位置是中場。他現在效力於摩爾多瓦國家足球聯賽球隊米爾沙米足球俱樂部。他也代表摩爾多瓦國家足球隊參賽。